# Geburtsurkunde
Eine Geburtsurkunde (auch als Geburtsschein bezeichnet) ist eine amtliche Bescheinigung über die Geburt einer Person – mit Vorname, Familienname, Geschlecht, Datum und Ort der Geburt –, die aus dem Geburtsregister des Geburtsortes erstellt wird. Außerdem werden die im Zeitpunkt der Ausstellung der Urkunde rechtlich geltenden Eltern (nicht zwingend die leiblichen Eltern beispielsweise bei Adoption, siehe Abstammungsurkunde) eingetragen. Sie wird in den meisten Staaten vom Standesamt des Geburtsortes ausgestellt. Die Nationalität der Eltern ist meist nicht Bestandteil der Geburtsdaten.
Früher war diese Beurkundung und auch die Führung des Personenstands in vielen Ländern in der Verantwortung der Kirche. Auf staatliche Behörden ging sie, wo diese nicht schon zuvor aufgrund des Rheinischen Rechts zuständig waren, im Königreich Preußen 1875, im übrigen Deutschen Reich und der Schweiz 1876 über, in Österreich 1939.

## Deutschland

### Geburtsanzeige am Standesamt
Eine Geburt in Deutschland ist gemäß dem Personenstandsgesetz (PStG) binnen einer Woche dem Standesamt, in dessen Bezirk das Kind geboren wurde, anzuzeigen (§ 18 PStG). Jeder sorgeberechtigte Elternteil des Kindes ist zur mündlichen oder schriftlichen Anzeige der Geburt verpflichtet. Wenn die sorgeberechtigten Eltern an der Anzeige gehindert oder unbekannten Aufenthalts sind, ist jede andere Person, die bei der Geburt zugegen war oder von der Geburt aus eigenem Wissen unterrichtet ist, zur Anzeige verpflichtet (§ 19 PStG).
Bei Geburten in Krankenhäusern und sonstigen Einrichtungen, in denen Geburtshilfe geleistet wird, ist der Träger der Einrichtung zur Anzeige verpflichtet (§ 20 PStG).
Bei der Anzeige ist eine Reihe von Angaben zu der Geburt (Ort, Datum, Zeitpunkt), zu dem Kind (Geschlecht, Name) und zu der Mutter und, soweit zu diesem Zeitpunkt bekannt, dem Vater (Name, Wohnanschrift) zu machen und durch geeignete Nachweise (ggf. Eheurkunde, Geburtsurkunde, Personalausweis usw.) zu belegen.
Bei ausländischen Staatsangehörigen ist ein Nachweis dazu notwendig (z. B. Reisepass) und fallweise weitere Nachweise.

### Ausstellung der Geburtsurkunde, Schutzfrist
Geburtsurkunden und beglaubigte Abschriften der Geburtseinträge werden jederzeit auf Antrag ausgestellt. Das Geburtsregister, aus dem sie erstellt werden, wird vom Standesamt des Geburtsortes geführt. Geburtsregister werden 110 Jahre fortgeführt und aufbewahrt, nach dieser Frist sind sie den zuständigen Archiven zur Übernahme anzubieten. 
Da vor allem kleinere Ortschaften kein eigenes Standesamt mehr haben, sind dabei Änderungen der Standesamtsbezirke zu beachten.
Die Ausstellung einer Geburtsurkunde oder einer beglaubigten Abschrift aus dem Geburtsregister (z. B. zur Anmeldung der Eheschließung) kann von jeder berechtigten Person beantragt werden. Dazu haben heute fast alle größeren Standesämter auf ihrer Webseite umfangreiche Informationen oder ein Online-Formular. Ebenfalls möglich ist die Bestellung durch einen Brief oder eine E-Mail an das zuständige Standesamt mit den vollständigen Personendaten und einer Kopie des Personalausweises oder Reisepasses zum Nachweis der Berechtigung.
Zum berechtigten Personenkreis gehören nach § 62 PStG innerhalb der Schutzfrist von 110 Jahren die Person, die der Registereintrag betrifft, sowie insbesondere die Verwandten in gerader Linie (Kinder, Eltern, Großeltern). Ebenfalls nach § 62 PStG berechtigt sind Personen, die ein juristisches Interesse glaubhaft machen können. Weitere berechtigte Personen regeln die einschlägigen Paragraphen des PStG; dies betrifft insbesondere die Benutzung durch Behörden und Gerichte (§ 65 PStG) sowie die Benutzung für wissenschaftliche Zwecke (§ 66 PStG). Zudem können qua Verwandtschaft berechtigte Personen auch eine Vollmacht zur Beantragung einer Geburtsurkunde durch eine schriftlich genannte dritte Person ausstellen.
§ 5 Abs. 5 PStG regelt die derzeit in Deutschland geltende Schutzfrist von 110 Jahren nach der Geburt, nach deren Ablauf die Begrenzung des berechtigten Personenkreises aufgehoben wird und die Geburtsurkunde von jedermann gegen Gebühr angefordert werden kann.
Die Gebührensätze legt das jeweilige Bundesland fest.

### Inhalt heutiger Geburtsurkunden in Deutschland
Heutige Geburtsurkunden enthalten folgende Angaben (§ 59 PStG):
1. den Namen des Standesamts, bei dem die Geburt beurkundet worden ist
2. die laufende Nummer des Geburtseintrags zusammen mit dem Jahr der Geburt,
3. alle Vornamen des Kindes,
4. den Geburtsnamen des Kindes,
5. das Geschlecht des Kindes,
6. Ort der Geburt,
7. Tag, Stunde und Minute der Geburt,
8. die Vornamen und die Familiennamen der „rechtlichen Eltern“
9. den Ort des ausstellenden Standesamts,
10. das Datum der Ausstellung der Geburtsurkunde,
11. das Siegel des Standesamtes,
12. die Unterschrift des beurkundenden Standesbeamten,
13. den Familiennamen des beurkundenden Standesbeamten.

Auf Verlangen werden die Angaben zum Geschlecht und zu den Eltern nicht in die Geburtsurkunde aufgenommen (sog. kleine Geburtsurkunde).

### Bestimmung des Geburtsnamens
Haben die miteinander verheirateten Eltern einen gemeinsamen Ehenamen, so wird dieser Geburtsname des Kindes (§ 1616 BGB).
Haben die miteinander verheirateten Eltern keinen gemeinsamen Ehenamen oder nicht miteinander verheiratete Eltern die gemeinsame elterliche Sorge für das Kind, so ist von beiden vor dem Standesbeamten eine schriftliche Erklärung über den Geburtsnamen des Kindes abzugeben. Die Erklärung hat Bindungswirkung für alle weiteren aus der Verbindung hervorgehenden Kinder. Können sich die Eltern nicht einigen, überträgt das Familiengericht einem Elternteil das Bestimmungsrecht (§ 1617 BGB).
Steht die elterliche Sorge nur einem Elternteil zu, erhält das Kind dessen Familiennamen als Geburtsnamen. Soll das Kind den Familiennamen des anderen Elternteils erhalten, ist zusätzlich eine Namenserteilung beim Standesamt erforderlich (§ 1617a BGB).
Der Geburtsname kann sich auch nach der Geburt z. B. durch Heirat der Eltern oder nachträgliche Begründung der gemeinsamen elterlichen Sorge ändern (§ 1617b bis § 1618 BGB).
Ist ein oder sind beide Elternteile Ausländer, kann das Heimatrecht des Elternteils für die Namensgebung gewählt werden. So kann zum Beispiel ein zusammengesetzter Name aus Vater- und Mutternamen gebildet werden, sofern das Heimatrecht des Elternteils dies zulässt. Nach deutschem Recht ist ein zusammengesetzter Name nicht zulässig.

### Änderungen von Einträgen im Geburtsregister
In den Fällen, in denen ein Kind während einer bestehenden Ehe geboren wird, gilt der Mann, der zum Zeitpunkt der Geburt mit der Mutter des Kindes verheiratet ist, als Vater des Kindes (§ 1592 Nr. 1 BGB). Handelt es sich hierbei nicht um den leiblichen Vater, gibt es verschiedene Möglichkeiten, um den Eintrag im Personenstandsregister zu korrigieren (§ 27 PStG). Hierzu gehören die Vaterschaftsanfechtung, wenn das Kind geboren wird, bevor ein Scheidungsantrag gestellt wird, und die Vaterschaftsanerkennung (inklusive der notwendigen Zustimmungserklärungen der Mutter des Kindes und deren Ehemann) nach Rechtshängigkeit des Scheidungsantrags, aber vor der Geburt des Kindes.
Die Änderung erfolgt jedoch lediglich im Geburtenregister, nicht aber auf den ausgehändigten Geburtsurkunden. Um eine Personenstandsurkunde mit dem korrekten Personenstand des Kindes zu erhalten, ist die Anforderung einer kostenpflichtigen Abschrift aus dem Geburtenregister notwendig.

### Wahl des Vornamens
Das Recht zur Erteilung der Vornamen ergibt sich aus der Personensorge.
Kann die Entscheidung für den/die Vornamen des Kindes nicht gleich nach der Geburt getroffen werden, muss sie innerhalb eines Monats dem zuständigen oder einem anderen Standesamt mitgeteilt werden (§ 22 PStG). Bei der Wahl des Vornamens berät das Standesamt, ob es den Namen auch beurkunden kann oder ihm die gewünschte Schreibweise möglich erscheint. Ist zwischen Eltern und Standesamt keine Einigung zu erzielen, steht den Eltern der Rechtsweg vor den Amtsgerichten im Rahmen der freiwilligen Gerichtsbarkeit offen.

### Beispiele einiger Geburtsanzeigen aus verschiedenen Epochen

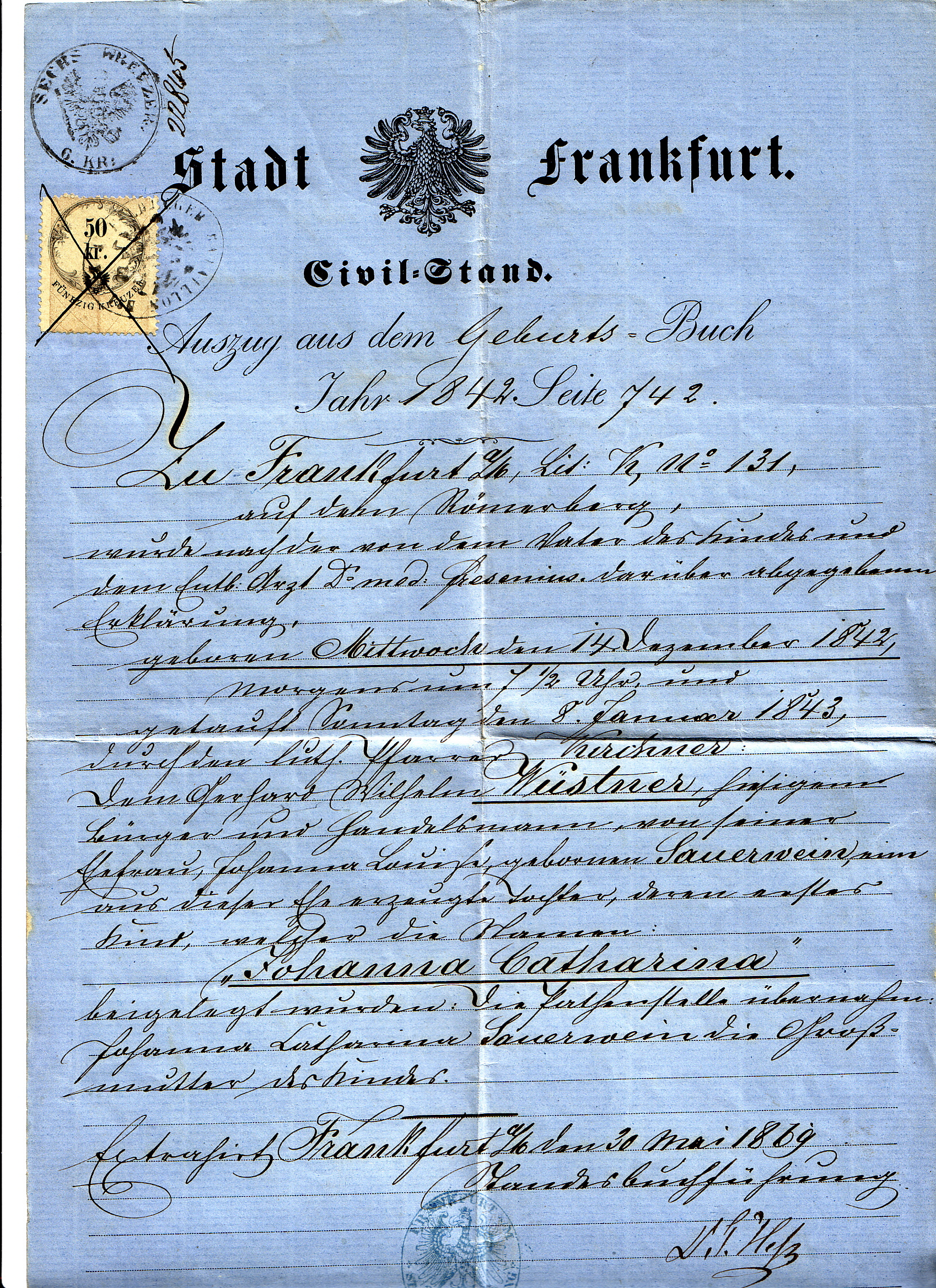
Geburtsurkunde, Auszug aus dem Geburts-Buch der Stadt Frankfurt am Main, Civil Stand 1842, Seite 742
Geburtsurkunde (1857/1874), Geburts- und Taufregister der evangelisch-lutherischen Domgemeinde zu Schwerin
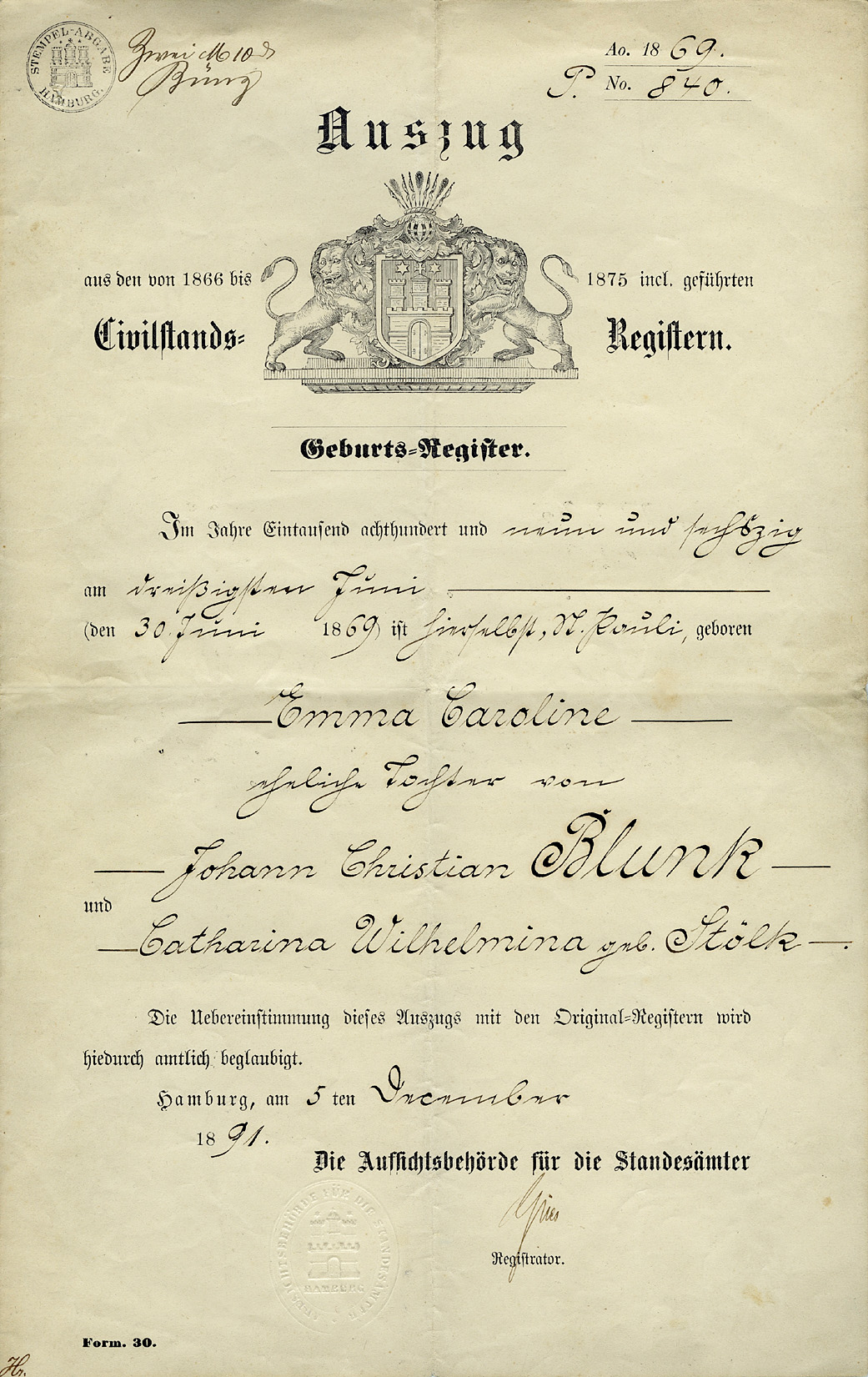
Geburtsurkunde (1869/1891), Auszug aus den Zivilstand Registern, der Freien und Hansestadt Hamburg
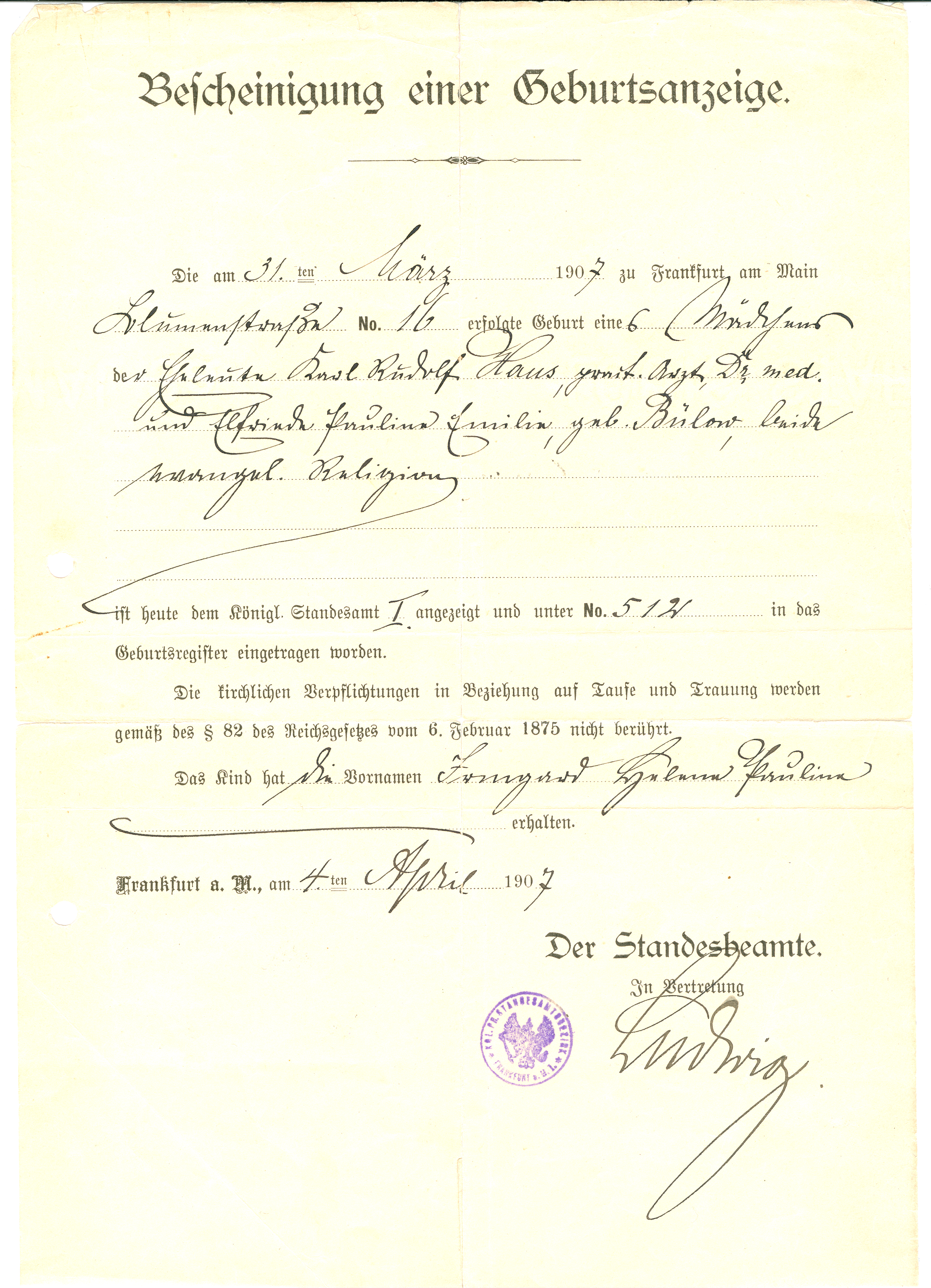
Geburtsurkunde Irmgard Haus, angezeigt dem Standesamt Frankfurt am Main, Königreich Preußen, am 4. April 1907
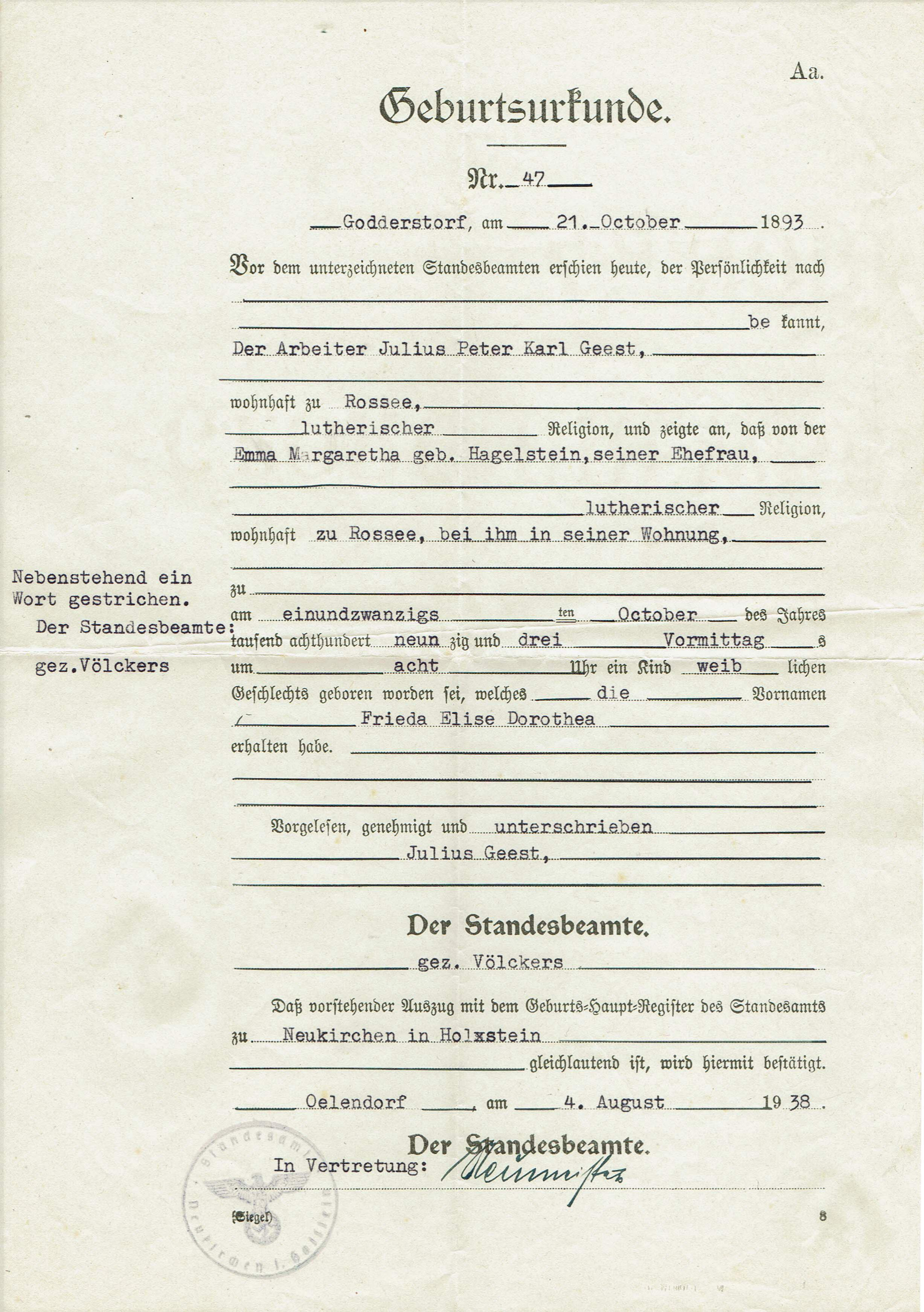
Geburtsurkunde (Auszug) Frieda Geest geb. 21. Oktober 1893, Standesamt Neukirchen in Holstein, 4. August 1938

## Internationale Geburtsurkunde
Die Internationale Geburtsurkunde ist eine mehrsprachige Fassung der Geburtsurkunde und kann im Ausland ohne Übersetzung verwendet werden. Sie gilt in allen Staaten, die dem Übereinkommen vom 8. September 1976 angehören. Dies waren ab 1983 zunächst Italien, Luxemburg, Österreich, Portugal und Spanien.

## Österreich

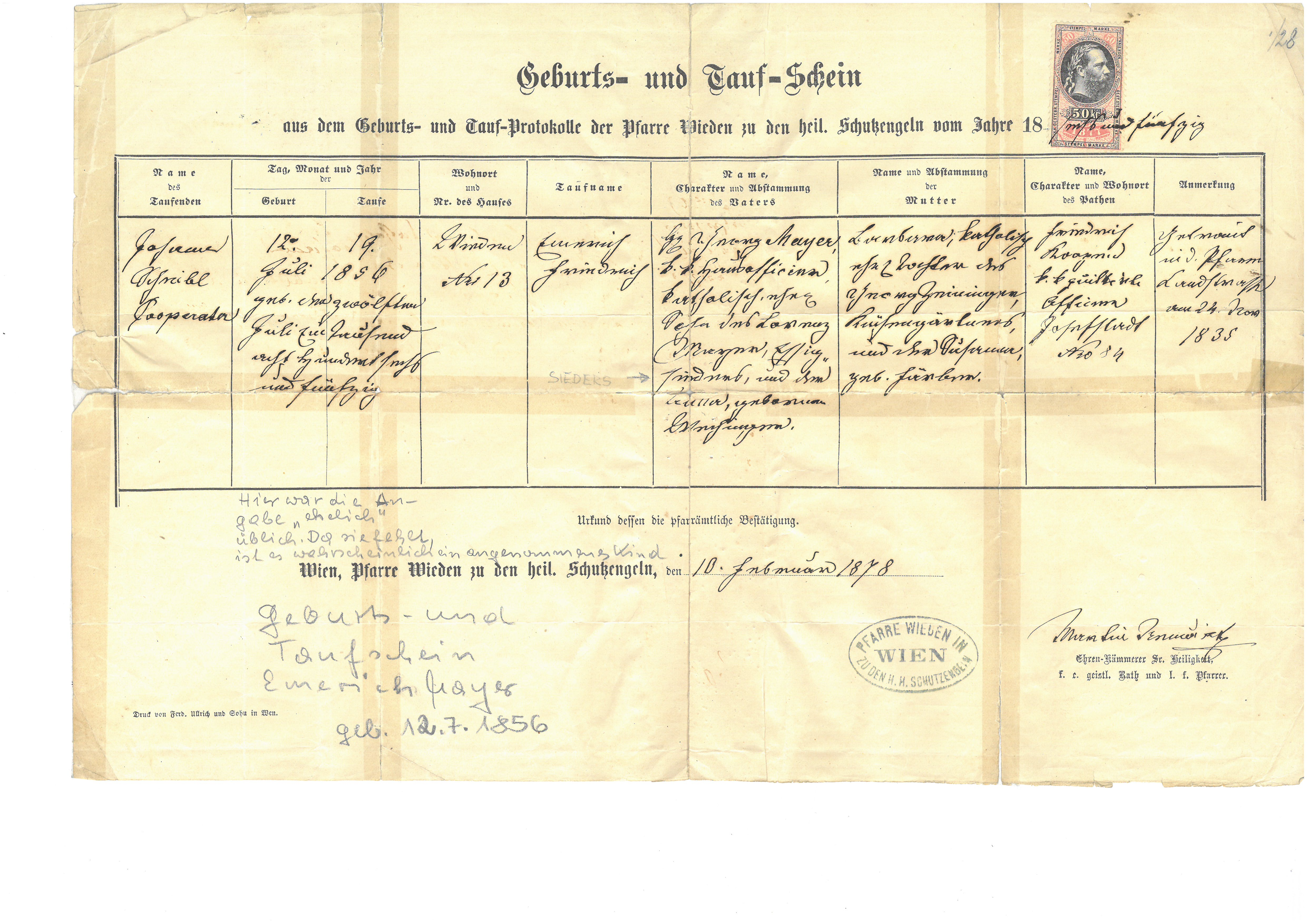
Geburtsurkunde Emerich Mayer, ausgestellt in Wien

Die Geburtsurkunde gehört neben der Heiratsurkunde, der Partnerschaftsurkunde und der Sterbeurkunde zu den vier wesentlichen Personenstandsurkunden.
Die Geburtsurkunde enthält im Regelfall
- den Namen des Kindes,
- die Namen der Eltern,
- das Geschlecht des Kindes,
- den Geburtszeitpunkt sowie
- den Geburtsort des Kindes.

Ist das Kind adoptiert, werden als Eltern nur die Adoptiveltern angeführt.

## Polen
Die Geburtsurkunde in Polen enthält den Vor- und Nachnamen des Kindes, dessen Geschlecht, Geburtsdatum und -ort, Namen, Vornamen und Familiennamen der Eltern, Geburtsdatum und -ort, Angaben zur Person, die die Geburt anzeigt, und ggf. zu einem Sachverständigen oder Übersetzer (z. B. in ehemaligen deutschen Ostgebieten bei der Geburt vor 1945). In Polen sind die Regelungen gemäß dem Übereinkommen vom 8. September 1976 im Jahr 2003 in Kraft getreten.

## Schweiz
In amtlichen Dokumenten (Ausweisen) wird in der Schweiz anstelle des Geburtsortes jeweils der Heimatort angegeben, was beim Ausfüllen von nicht-schweizerischen Formularen zu Schwierigkeiten führen kann.
Inhalt heutiger Geburtsurkunden in der Schweiz:
- Geburtsort
- Geburtsdatum
- Vor- und Nachnamen
- Angaben  über die Eltern (zum Zeitpunkt der Geburt)
  - Vor- und Nachnamen
  - Heimatort
  - Wohnort

## Schweden
In Schweden werden keine Geburtsurkunden ausgestellt. Die Geburt eines Kindes wird vom Krankenhaus der Steuerbehörde mitgeteilt, die für das Meldewesen zuständig ist. Der Mutter des Kindes werden dann ein Auszug aus dem Melderegister mit dem Personenkennzeichen des Kindes und ein Formular zur Angabe der Namen zugeschickt.